# Micropterix aruncella
Micropterix aruncella ist ein Schmetterling aus der Familie der Urmotten (Micropterigidae).

## Merkmale
Die männlichen Falter haben eine Vorderflügellänge von 2,6 bis 3,6 Millimeter, die Weibchen eine von 2,6 bis 4,0 Millimeter. Die Flügelspannweite wird mit 6 bis 8 Millimeter angegeben. Der Kopf ist schwarzbraun. Die haarartigen Schuppen des Kopfes sind schmutzig weiß bis rostgelb gefärbt. Bei der Form atricapilla Wocke sind sie goldbraun bis schwarz. Die Fühler sind dunkelbraun und glänzen rötlich goldfarben. Diese Färbung reicht bei den Männchen bis 4/5 der Vorderflügellänge und bei den Weibchen bis knapp über die halbe Vorderflügellänge. Der Thorax ist bronzegold bis kupferfarben und hinten häufig violett. Die Tegulae sind violett bis bläulich. Die Vorderflügel sind golden bis bronzefarben – seltener auch hell goldfarben – und mehr oder weniger rötlich getönt. Die rötliche Tönung fehlt gelegentlich. Exemplare aus dem nördlichen und mittleren Apennin haben häufig eine rötliche bronzegoldene bis kupferfarbene Grundfärbung. Die Basalregion ist an der Costalader deutlich violett und mit einigen bläulichen Schuppen umgeben. Die Costalader ist im ersten Viertel violett gefärbt, manchmal kann die violette Färbung auch fast vollständig fehlen. Der Apex ist bei den meisten Exemplaren etwas rötlicher als die Grundfärbung. Die Weibchen sind meist zeichnungslos und haben am Vorderrand der Flügelbasis einen purpurfarbenen, glänzenden Fleck. Weibchen aus dem nördlichen und mittleren Apennin ähneln den Männchen. Die Zeichnung der Männchen ist silbrig weiß und häufig diffus. Männchen aus dem nördlichen und mittleren Apennin haben eine sehr deutliche Zeichnung, bei der Form nuraghella  Amsel fehlt sie. Eine schmale Binde befindet sich bei etwa 1/4 der Vorderflügellänge. Sie verläuft über die halbe Flügelbreite hinaus, reicht aber nicht bis zur Costalader. Sie ist stark nach innen gekrümmt und manchmal zu einem kleinen Fleck reduziert. Eine schmale, nahezu gerade Binde befindet sich in der Flügelmitte. Sie erstreckt sich meistens über die gesamte Flügelbreite. Bei 3/4 der Vorderflügellänge befindet sich in der vorderen Flügelhälfte manchmal ein kleiner runder Fleck (Form seppella  Fabricius), dieser ist bei Exemplaren aus dem nördlichen und mittleren Apennin deutlich ausgeprägt. Die Größe und Ausdehnung der silbrigen Binden ist leicht variabel. Die Fransenschuppen sind hell goldfarben und meistens etwas violett getönt. Die Hinterflügel sind golden bis bronzefarben und – vor allem am Apex – mehr oder weniger violett. Die Fransenschuppen sind hell golden und rötlich getönt. Beine und Abdomen sind braun und glänzen golden.
Bei den Männchen ist der Uncus lang und schmal und an der Spitze etwas vergrößert. Das Tegumen ist schmal und hat ventral einen langen, breiten, beilförmigen Fortsatz. Es ist vor allem am vorderen Rand schwach sklerotisiert. Der beilförmige Fortsatz ist mit einigen kurzen Borsten versehen. Die accessory claspers sind klein und pantoffelförmig. Sie befinden sich zwischen den oben erwähnten Fortsätzen und ventral hinter ihrer Basis. Die accessory claspers haben distal am dorsalen Rand vier oder fünf kurze, leicht gekrümmte Borsten. Sie sind stachelartig und an der Spitze mehrfach geteilt. Am unteren Rand befinden sich zehn lange, gerade stachelartige Borsten mit gekrümmter Spitze. In der Mitte sind die accessory claspers kurz beborstet. Die Valven sind kräftig und hinter der Mitte stark eingeschnürt. Die distalen Enden sind löffelförmig und leicht dorsad gekrümmt. Auf der inneren Oberfläche ist postbasal ein länglicher Borstenfleck angelegt. Am distalen Ende befindet sich eine Reihe längerer Borsten sowie zwei oder drei unregelmäßige Reihen kurzer, gerader, stachelförmiger Borsten.
Die Eier sind oval und 400 bis 430 Mikrometer lang und 310 bis 350 Mikrometer breit. Sie sind mit bis zu 60 Mikrometer langen, stäbchenförmigen Strukturen versehen. Unmittelbar vor dem Schlupf verfärben sie sich von einem durchsichtigen Weiß nach Grau.
Die Raupen sind länglich, oval und an den Abdominalsegmenten 2 bis 4 am dicksten. Der Raupenkörper verjüngt sich leicht an beiden Enden. Er ist mit acht, manchmal auch mit doppelt so vielen Längsreihen verschieden geformter, modifizierter Haare versehen. Sie sind keulenförmig, abgeplattet, gerippt und verjüngen sich an der Basis. Die Haare des 8. Abdominalsegments sind dünner und länger. Im letzten Stadium erreichen sie eine Länge von 4,0 bis 4,5 Millimeter. Die Stigmata können leicht übersehen werden. Die Kopfkapsel kann vollständig in den Thorax eingezogen werden. Die Fühler sind ebenso lang wie die Kopfkapsel und bestehen aus drei Gliedern. Das erste Fühlersegment ist kurz und ungefähr so lang wie breit. Das zweite Segment ist lang, siebenmal so lang wie breit, und an der Basis etwas verdickt. Das dritte Segment ist lang und dünn. Es ist ungefähr 20 Mal so lang wie breit, aber kürzer als das zweite Segment. Die endständige Borste ist kürzer. Die Mandibeln sind leicht asymmetrisch und ungefähr 0,13 Millimeter lang und 0,09 Millimeter breit. Sie sind stark sklerotisiert und mit drei Zähnen versehen. Letztere sind durch tiefe Kerben voneinander getrennt. Die Schneiden der Zähne sind teilweise leicht gekerbt. Spinndrüsen sind nicht ausgebildet. Die Abdominalbeine sind zugespitzt und haben keine Häkchen.

### Ähnliche Arten
Die Weibchen von M. aruncella haben am Vorderrand der Flügelbasis einen purpurfarbenen glänzenden Fleck. Dieser erstreckt sich bei den Weibchen von Micropterix calthella über die ganze Flügelbasis. Bei den Weibchen von Micropterix isobasella fehlt er, es sind eventuell nur einige purpurfarben glänzende Schuppen an der Costalader vorhanden.

## Verbreitung
Die Art ist in Europa weit verbreitet. Sie fehlt in Portugal, Sizilien, Malta, Island, Rumänien, Albanien, Bulgarien, Kreta und im europäischen Teil der Türkei.
Die Falter kommen auf trockenen, extensiv genutzten Wiesen und grasreichen Waldrändern vor. In den Alpen findet man die Art auch in der Krummholzzone.

## Biologie
Die Raupen wurden an Knäuelgräsern (Dactylis) gefunden, wo sie sich vermutlich von Detritus ernähren. Die Puppen liegen in einem festen Kokon. Die Falter fressen Blütenpollen krautiger Pflanzen und Pollen von Weißdorn. Die Falter sind tagaktiv und fliegen von Mai bis August. Sie sind gesellig und können an den Blüten verschiedener Stauden, Sträucher und Bäume beobachtet werden, beispielsweise an Weißdornen (Crataegus), Holunder (Sambucus), Brennnesseln (Urtica), Geißklee (Cytisus), Kuckucks-Lichtnelke (Lychnis flos-cuculi), Gamander-Ehrenpreis (Veronica chamaedrys) und Mittlerem Wegerich (Plantago media). In den Alpen findet man die Falter in der Krummholzzone auch an den Blüten der Gebirgs-Rose (Rosa pendulina) und der Latschenkiefer (Pinus mugo mugo).

## Systematik
Es sind folgende Synonyme bekannt:
- Phalaena aruncella Scopoli, 1763
- Tinea seppella Fabricius, 1777
- Tinea podevinella Hübner, 1813
- Lampronia concinnella Stephens, 1834
- Micropteryx eximiella Zeller, 1850
- Eriocephala atricapilla Wocke, 1877
- Micropteryx nuraghella Amsel, 1936

## Belege
1. 1 2 3 4  Peter V. Küppers: Kleinschmetterlinge. Erkennen, bestimmen. 1. Auflage. Fauna-Verlag, Nottuln 2008, ISBN 978-3-935980-24-1, S. 38.
2. 1 2 3 4 5 6 7 8  H. Christof Zeller-Lukashort, Marion E. Kurz, David C. Lees, Michael A. Kurz (2007): A review of Micropterix Hübner, 1825 from northern and central Europe (Micropterigidae). Nota Lepidopterologica 30(2): Seite 235–298 PDF
3. ↑  Klausnitzer B., E. Meyer, W. Kössler & G. Eisenbeis (2002): On the larval morphology of Micropterix aruncella (Scopoli, 1963). Beiträge zur Entomologie 52 (2002) 2: Seite 353–366, doi:10.21248/contrib.entomol.52.2.353-366
4. ↑  Bestimmungshilfe des Lepiforums für die in Deutschland, Österreich und der Schweiz nachgewiesenen Schmetterlingsarten. Micropterix aruncella (SCOPOLI, 1763). Lepiforum e. V., abgerufen am 12. Juni 2012.
5. ↑  Micropterix aruncella bei Fauna Europaea. Abgerufen am 12. Juni 2012